# Dekanat Różyn
Dekanat Różyn – jeden z 11 dekanatów katolickich w diecezji kijowsko-żytomierskiej na Ukrainie.

## Parafie
- Andruszówka - Parafia św. Błażeja B. M.
- Chodorków - Parafia św. Kaetana
- Horodkówka (Chałaimgródek) - Parafia św. Klary
- Iwnica - Parafia św. Jana Chrzciciela
- Popielnia - Parafia Miłosierdzia Bożego
- Różyn - Parafia Bożego Ciała
- Stara Kotelnia - Parafia św. Antoniego Padewskiego
- Topory - Parafia Trójcy Przenajświętszej